# Hondshalstermeer
Le Hondshalstermeer est un lac néerlandais de la province de Groningue, situé dans la partie est de la province, au sud de Wagenborgen et à l'ouest de Nieuwolda, sur le territoire de la commune d'Oldambt.
Le lac, d'une superficie de 180 hectares, ressort de la responsabilité et la gestion de Staatsbosbeheer (la régie néerlandaise des forêts). Il a été créé en 1980 le long du Hondshalstermaar, comme nouvelle zone écologique dans le cadre d'un projet de remembrement agricole. De plus, le lac servait à agrandir le potentiel d'évacuation des eaux de la région. Afin de briser les vagues du lac, trois îles y ont été créées.
Le projet écologique s'étant avéré difficile à pérenniser, on a commencé à partir de 1999 à laisser la place à une utilisation récréative du lac qui est désormais ouvert aux canoës. Depuis, une piste cyclable a été aménagée sur une partie des rives.

## Source
- (nl) Cet article est partiellement ou en totalité issu de l’article de Wikipédia en néerlandais intitulé « Hondshalstermeer » (voir la liste des auteurs).